# Antoni Jakub Lukasiewicz

Antoni Jakub Lukasiewicz (Varsóvia, 26 de Junho de 1983) é um futebolista polaco, que joga habitualmente a defesa.
Teve uma curta passagem pelo futebol português onde representou a União Desportiva de Leiria. Actualmente está no Śląsk Wrocław, do campeonato polaco de futebol.